# إفياب
إفياب باللغة التركية : Evyap (الاسم الكامل للشركة Evyap Soap Yag Glycerin San. ve Tic. A.Ş. ) ، شركة تصنيع منتجات العناية الشخصية التركية. بدأت نشاطها بإنتاج الصابون في أرضروم عام 1927 ، ثم استمرت بإضافة العديد من الفئات مثل الصابون وجل الاستحمام والشامبو ومنتجات الحلاقة ومنتجات العناية بالبشرة ومستحضرات التجميل المعطرة وحفاضات الأطفال ومعجون الأسنان. إفياب هي من بين أكبر 100 شركة صناعية تركية مع عدد من العاملين يصل إلى 4500 موظف. [ بحاجة لمصدر ] تصدر جزءًا كبيرًا من الصابون ومنتجات العناية الشخصية في تركيا .

## العلامات التجارية
1. دورو
2. فاكس
3. أركو
4. أكتيفتيس
5. إيفي بابي
6. ديجر

## مواقع العمل
توجد مصانع لها بتركيا و خارجها في مصر وماليزيا وروسيا